# Ethan Martin
Ethan Cash Martin (né le 6 juin 1989 à Athens, Géorgie, États-Unis) est un lanceur droitier des Ligues majeures de baseball jouant avec les Phillies de Philadelphie.

## Carrière
Ethan Martin est un choix de première ronde des Dodgers de Los Angeles, qui en font le 15e athlète sélectionné au total au repêchage amateur du baseball majeur en 2008.
Le 31 juillet 2012, alors qu'il évolue toujours en ligues mineures, Martin est transféré aux Phillies de Philadelphie avec le lanceur de relève droitier Josh Lindblom en retour du voltigeur Shane Victorino.
Ethan Martin fait ses débuts dans le baseball majeur le 2 août 2013 comme lanceur partant des Phillies face aux Braves d'Atlanta, à qui il accorde 6 points mérités sur 8 coups sûrs en seulement 4 manches et un tiers au monticule. Après cette défaite, il remporte à sa sortie suivante sa première victoire dans les majeures, le 8 août contre les Cubs de Chicago.